# Demisalto engelbrechti
Demisalto engelbrechti är en kvalsterart som beskrevs av Coetzee 1993. Demisalto engelbrechti ingår i släktet Demisalto och familjen Zetomotrichidae. Inga underarter finns listade i Catalogue of Life.